# Verwaltungsgemeinschaft Chamerau
Die Verwaltungsgemeinschaft Chamerau im Oberpfälzer Landkreis Cham wurde im Zuge der Gemeindegebietsreform am 1. Mai 1978 gegründet und zum 1. Januar 1980 bereits wieder aufgelöst.
Ihr gehörten die Gemeinden Chamerau und Runding an.
Sitz der Verwaltungsgemeinschaft war Chamerau.